# Abisara taxilaecherius
Abisara taxilaecherius är en fjärilsart som beskrevs av Thomas Horsfield och Moore 1857. Abisara taxilaecherius ingår i släktet Abisara och familjen Riodinidae. Inga underarter finns listade i Catalogue of Life.